# Кайза
Кайза Рей Эллестад (англ. Kiesa Rae Ellestad; род. 16 января 1989), более известная как Кайза (англ. Kiesza) — канадская певица, автор песен, мультиинструменталист и танцовщица из Калгари, которая с недавнего времени работает в Нью-Йорке и Лондоне.  Известна своим синглом «Hideaway».

## Биография
Кайза родилась и выросла в Калгари. Её дедушка по отцовской линии родом из норвежского города Фагернес, фамилия Эллестад также является норвежской.
Девушка принимала участие в Young Canadians и исполняла чечётку и джазовые танцы, а также выступала в театре. Кроме этого, Кайза пробовала себя в качестве балерины. Однако травма колена в 15 лет вынудила ее завершить балетную карьеру. Певица рассказала, что она написала свою первую песню в 18 лет, чтобы выразить свои чувства из-за развода родителей. В том же году она услышала свою песню на радио.
В 16 лет ей удалось поступить в резерв королевских военно-морских сил Канады вместе со своим братом. Там она управляла огромными парусными судами в разных уголках планеты. Она считает, что во время путешествий можно не только научиться ощущать и понимать музыку, но и лучше прочувствовать те эмоции, которые она выражает. К тому же, общение с местным жителями пошло ей на пользу. В связи с тем, что она хорошо владела навыками стрельбы, ей предложили стать снайпером, но Кайза отказалась.
В 2010 году (тогда девушке уже исполнился двадцать один год) Кайза приехала в Нью-Йорк, чтобы продолжить свою музыкальную карьеру. Сначала она зарекомендовала себя как фолк-певица, но позже стала переходить к более резким ритмам. В этом же году ей предложили принять участие на Дне Канады на Трафальгарской площади Лондона, где собралось более тридцати тысяч зрителей, жаждущих услышать любимых исполнителей.
В 2012 году Кайза начала активное сотрудничество с Самиром Афуни (Rami Samir Afuni) и выпустила свою дебютную композицию под названием «Oops».
2014 год стал для певицы очень насыщенным в творческом плане. В этот год вышел её первый видеоклип на сингл «Hideaway». Во время съемок Кайза сломала ребро, она рассказала об этом в интервью на радио «Европа Плюс»: «Во время одной из репетиций что-то не получилось, и парень который поднимал меня... ну, в общем, неосторожно поднял, и я сломала ребро. Сначала всё было хорошо, и мы отсняли клип, но потом ребро начало болеть, и около месяца я не могла двигаться». Однако это не повлияло на успех песни, и уже скоро она заняла первое место в британском рейтинге. Летом этого же года был представлен второй сингл «Kiesza Giant in my heart». 
После этого Кайза стала лицом серии очков Color Block от Fendi и появилась в рекламном ролике, снятом Рут Хогбен. Кайза поделилась, что планирует выпустить свою линию одежды под брендом «SteamPop».

## Дискография

### Альбомы
- Kiesza (2008)
- Sound of a woman (2014)
- Crave (2020)

## Видеоклипы
| Год  | Название                      | Режиссёр (ы)          | Альбом           |
| ---- | ----------------------------- | --------------------- | ---------------- |
| 2014 | «Hideaway»                    | Кайза, Блэйр Эллестад | Sound of a Woman |
| 2014 | «Giant in My Heart»           | Рами Самир Афуни      | Sound of a Woman |
| 2014 | «No Enemiesz»                 | Syndrome              | Sound of a Woman |
| 2014 | «What Is Love»                |                       | Sound of a Woman |
| 2020 | Not Coming Home For Christmas |                       |                  |
|      | Sensuum Defectui              |                       |                  |